# 성상헌
성상헌(成尙憲, 1973년 ~)은 대한민국의 검사이다.

## 경력
- 1998 제40회 사법시험 합격
- 2001 제30기 사법연수원 수료
- 2001 육군법무관
- 2004 서울중앙지방검찰청 검사
- 2006 춘천지방검찰청 영월지청 검사
- 2008 대전지방검찰청 검사
- 2012.02~2014.02 대검찰청 검찰연구관
- 2014.02~2015.02 서울남부지방검찰청 검사
- 2015.02~2016.01 대검찰청 검찰연구관
- 2016.01~2017.08 서울동부지방검찰청 형사6부 부장검사
- 2017.08 대검찰청 범죄정보2담당관
- 2018.02~2018.07 대검찰청 수사정보2담당관
- 2018.07~2019.08 대검찰청 인권감독과장
- 2019.08~2020.02 서울중앙지방검찰청 형사1부 부장검사
- 2020.02~2020.09 인천지방검찰청 형사1부 부장검사
- 2020.09~2021.07 부산지방검찰청 제2차장검사
- 2021.07~2022.07 서울동부지방검찰청 차장검사
- 2022.07~2023.09 서울중앙지방검찰청 제1차장검사
- 2023.09~2024.05 대검찰청 기획조정부장
- 2024.05~2025.07 대전지방검찰청 검사장
- 2025.07~ 법무부 검찰국장